# 波音C-17环球霸王III
波音C-17环球霸王III（英語：Boeing C-17 Globemaster III）是美国麦道公司（現為波音）为美國空軍研製生产的戰略軍用運輸機，同时具备战略战术空运能力于一身的短场起降军用运输机，除美國空軍装备了C-17外，英國、澳大利亞、加拿大、卡塔尔、阿拉伯聯合大公國、科威特、印度和北约重型空運聯隊也有列装。在美國空軍，於2021年已服役26年，總飛行時數超過400萬小時，是一重要的里程碑。

## 任务
C-17全球霸王III是美軍最新型的運輸機，其技術最難之處在於要求具有高度靈活性，同時在戰略戰術兩個不同需求方面，皆必須十分優秀的軍用運輸機，以适应于快速將部隊部署到主要軍事基地或者直接運送到前方基地的戰略運輸，必要時也可勝任第一線野戰戰術運輸和大量空投任務。

## 特性
C-17全球霸王III运输机身长53.04米，机高16.79米，翼展51.81米，最大起飞重量265.35吨。它的設計十分可靠，可在915米长的简易跑道上着陆（使用推力反向器），据美军介绍，符合这种条件的机场世界上有上万个，这将大大加强这种运输机部署的机动性。C-17满载不空中加油的航程为4630公里，空载转场航程8700公里，空中加油后的最大航程11600公里，可以從本土直飛前線，第一時間將來自美國的生活物資送到軍人手中，或從戰區基地直接載運坦克到野戰現場提供火力支援，利用C-17的運輸能力美軍在最艱難的地方也能給予前線部隊最好的裝備、資材、飲食，對於激勵士氣有極大的作用。C-17強大的機動性和靈活性幫助美軍大幅提高全球空運調動部隊的能力，是目前世界上唯一可以同時適應戰略、戰術任務的運輸機。
可靠性和维护性是C-17的兩個主要特點。當今的運輸任務對運輸機的可靠性和维护性都有嚴苛的要求，美國軍方提出至少保證92%的可出勤率，每一飛行小時低於20小時的地面維護，滿負荷任務完成率74.7%，部分負荷任務完成率82.5%，C-17完全能够达到這一要求。1995年7月，C-17通过了美國空軍的可靠性、维护性和有效性評估。C-17的載運量是C-141的二倍，C-130的四倍，C-17的可靠度高达99%，任务完成率為91%；C-17飛行返航後，例行檢修外的額外檢查率2%，而C-5和C-141为40%。
C-17装有四具普惠的PW2040涡轮风扇发动机，美军编号F117-PW-100。此型发动机的前身是普惠公司的PW2037发动机，由普惠公司于1979年12月开始研制，推力170千牛，1983年12月通过美国联邦航空管理局（FAA）认证，1984年12月开始装于波音757-200上使用。1988年普惠公司完成推力提升，将推力增加到180千牛，新型号为PW2040，装于波音757-200货运型和加大航程型。1988年12月获得军方认证安装在C-17上，当时此型发动机已累积了数百万飞行小时的使用经验，军用型的反推力装置使气流向上向前喷气，避免发动机吸入地面沙尘碎石，以适应恶劣场地跑道下的起降。C-17的主起落架，左右各一组，每组6个轮胎，前起落架有2个轮胎，一共有14个轮胎。该机最窄可在18.3米宽的跑道上起落，能在90×132米的停机坪上运动。C-17的反向推力装置在飞机静止时也可以启动，可以使飞机在27.5米宽的跑道上完成180°的转弯，也能在倾斜度低于2%的斜坡上后退。
C-17的飛行機組員數為3人（正副駕駛員和貨物裝卸員），减少了人員數量的要求，同時也降低了長期使用的成本和風險。C-17的貨舱尺寸与外形尺寸比C-17大的C-5“銀河”相當。貨舱寬度為5.49米，長26.83米（包括貨艙门部分），高3.8（最高处4.11米）。貨艙寬度可並列3輛吉普車，2辆卡車或一輛M1A2坦克，也可裝運3架AH-64“阿帕契”武裝直升機。貨艙地板由鋁合金纵梁加強，可以承載55噸重的M1主力坦克，有消息說，62噸的M1A2型主力坦克也可承載。空投能力包括空投27,215～49,895公斤貨物，或102個全副武裝的傘兵和一輛M1主力坦克。C-17貨艙門關閉時，艙門上還能再放貨物，承重18,150公斤，相當於C-130全機的裝載量。

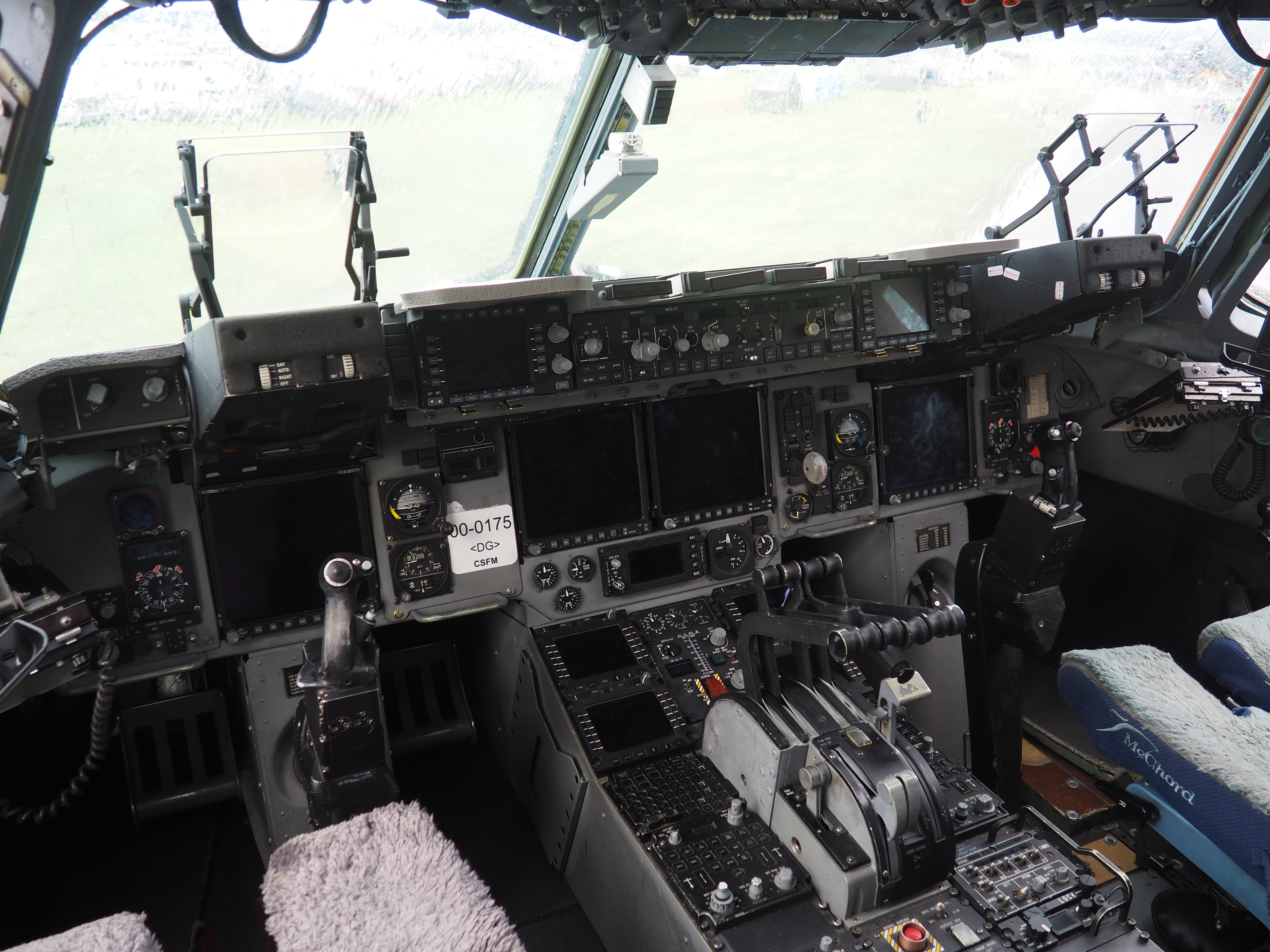
數位儀表

C-17的電子設備也十分先進，採用數位航電系統大幅減少機師疲勞和提升飛行安全，系統包括4個陰極射線管顯示器和兩個通用電氣公司的抬頭顯示器（HUD）。

## 歷史

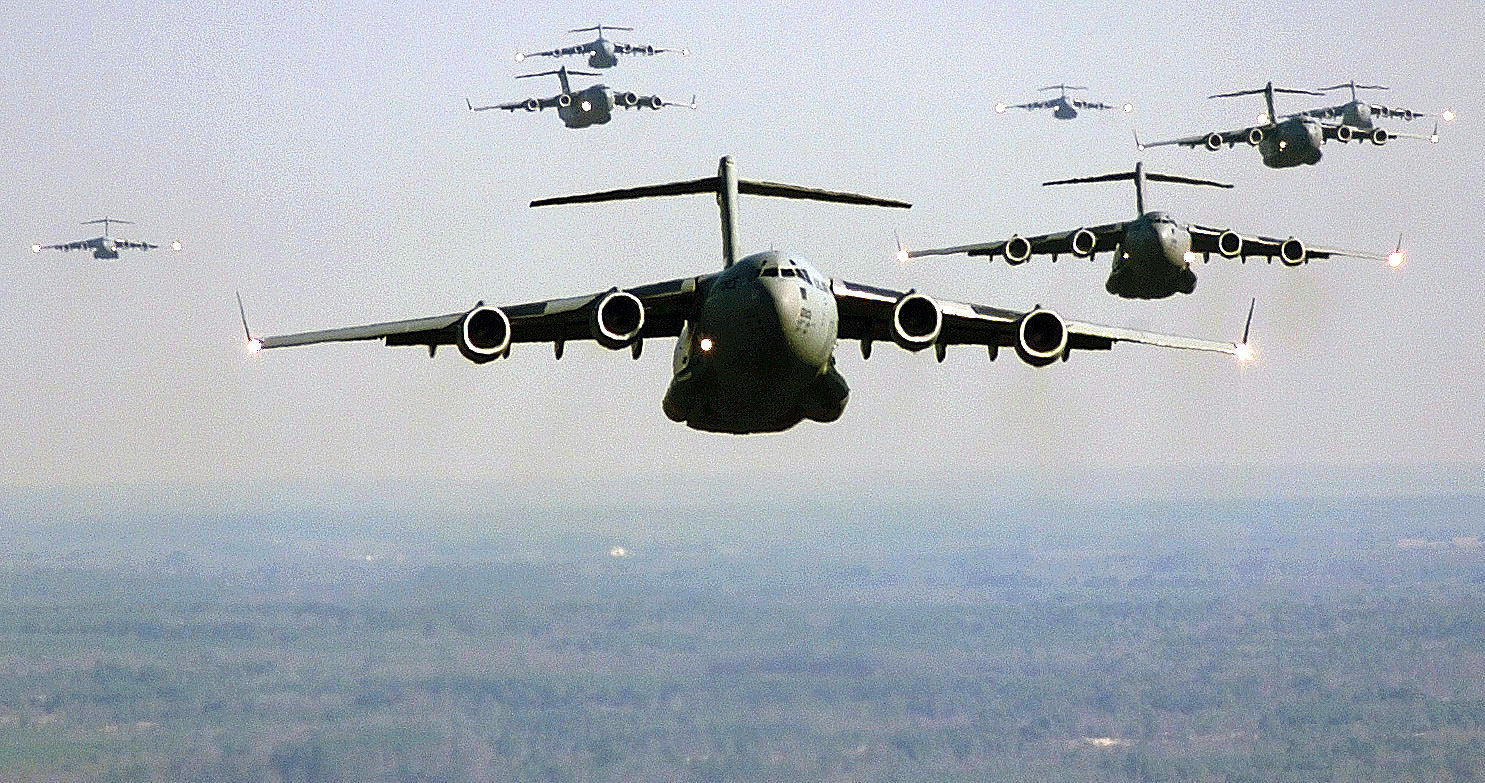
十七架美国C-17环球霸王III机群在飞越弗吉尼亚州的蓝岭。

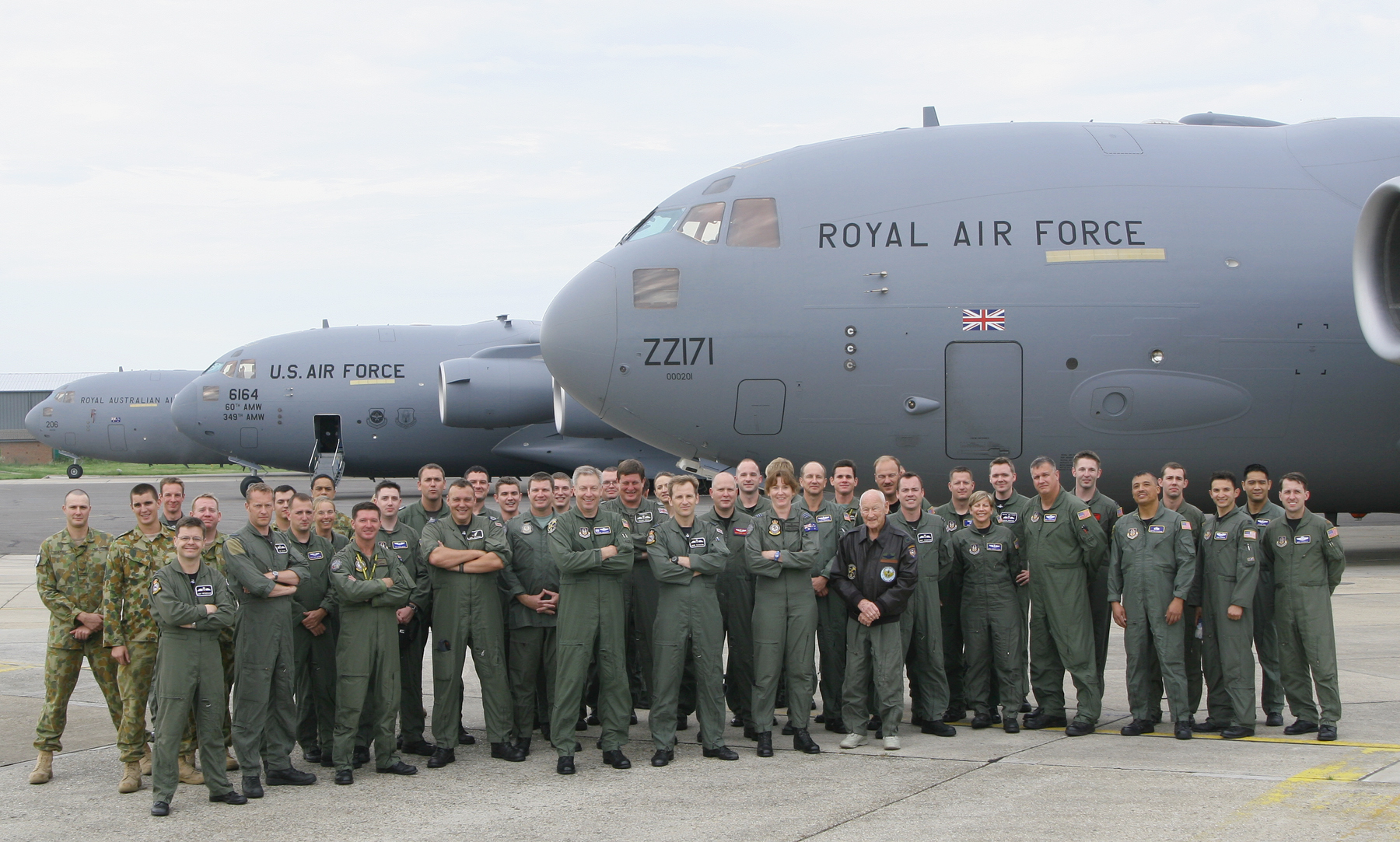
英國皇家空軍、美國空軍與澳大利亞皇家空軍的C-17運輸機隊和人員並列於布萊茲諾頓皇家空軍基地

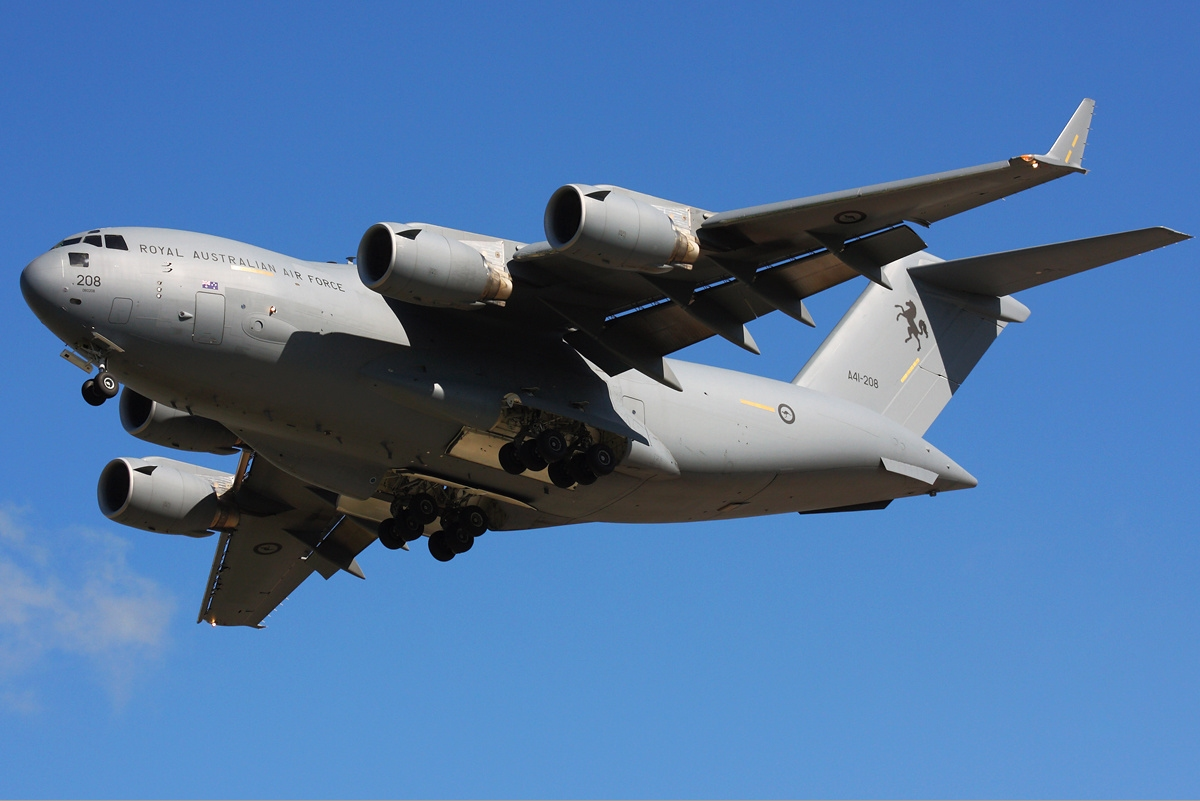
澳洲皇家空軍的波音C-17环球霸王III

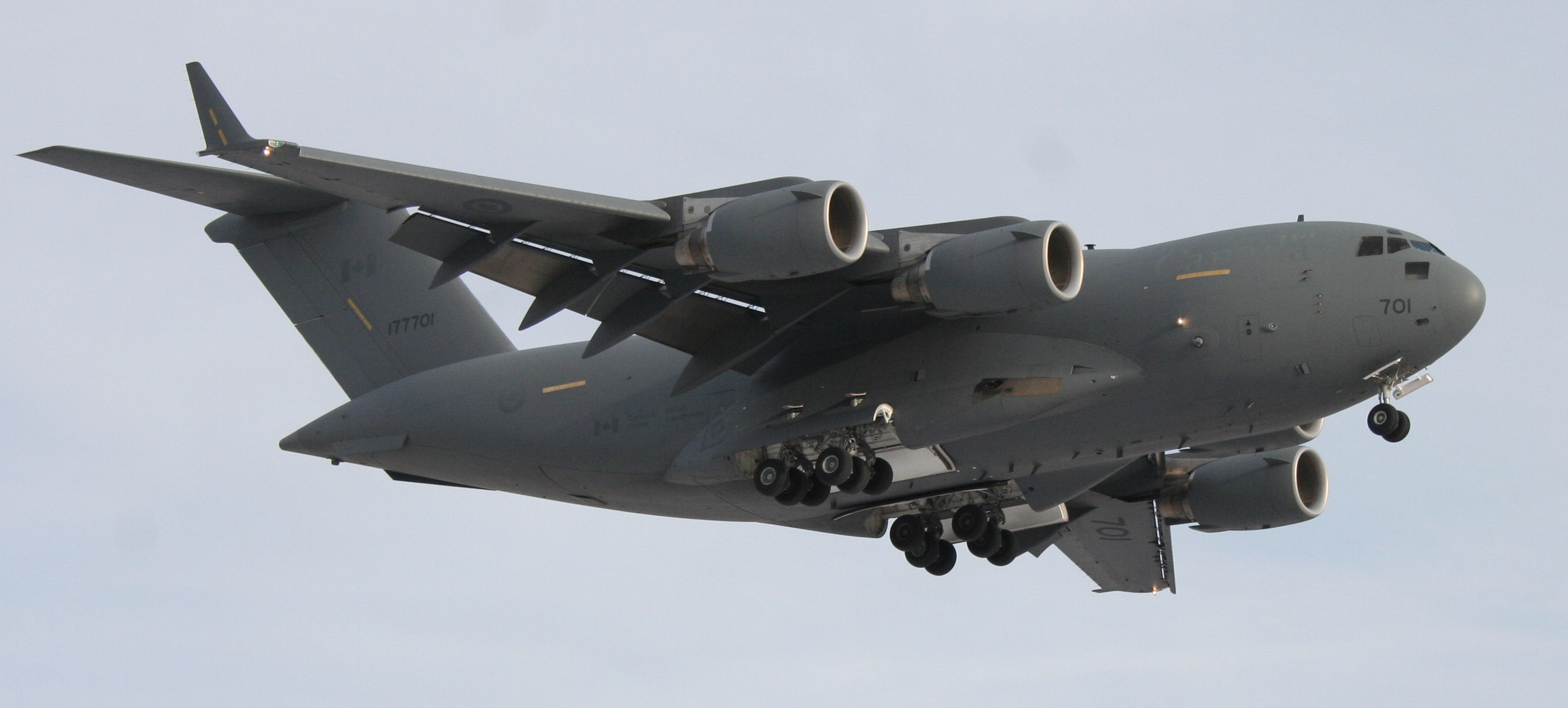
加拿大的波音C-17环球霸王III

发展C-17的时间是美国迄今为止历时最久的飞机研制计划，从1981年麦道公司赢得发展合约到1995年完成全部的飞行测试，一共耗时14年；在发展经费方面，它是美国有史以来耗资第三大的军机，排前两位的是B-2隐形轰炸机和E-3空中预警机，可見這個項目的地位之重。
20世纪80年代以前，美国空军的运输体系是由C-5“银河”、C-141“运输星”和C-130“大力神”构成的。在执行全球空运任务的时候，首先由C-5负责洲际间的远程战略空运，随后转由C-141运输到战场的后方基地，最后转由C-130最终运输到前线。
1980年2月，美国空军提出了C-X重型运输机的需求草案，新的运输机将同时担负起战略运输任务。需求中说明新运输机必需和C-130一样具备短场起降能力；飞机必须可运载美国陆军和海军陆战队所有装备，包括AH-64阿帕契武装直升机和M1艾布蘭主战坦克。
波音、洛克希德和麦道公司都提出了C-X的设计方案，波音的设计构型是三发动机运输机，洛克希德设计的外型则很类似C-141。1981年8月28日，美国空军宣布最后的决定中选的是麦道公司。同年9月，落榜的洛克希德公司提议重新生产44架C-5B银河，不但交机时间快，也比C-17便宜，这个想法获得参议院武装部队委员会主席的支持。1982年，美国空军采购了50架重新生产的C-5B，和60架麦道KC-10A加长型双用途加油／运输机，同时为了安慰麦道，空军也拨出部分款项以提前开始C-X的设计工作，并赋予编号为C-17。
1984年C-17完成基本设计，货舱加驾驶舱的全尺寸模型获得空军的好评。1984年9月11日至20日，美国空军由一位现役的运输机装载长，针对陆军和海军陆战队的使用需求，进行货舱装载测试。测试装载的物品共有11种组合，典型的装载物組合有：
1. 两部装甲運兵车、两部五吨大卡车加二吨半拖车、三辆吉普车；
2. 三架AH-1S眼镜蛇武装直升机、三架OH-58C基奥瓦直升机。

1985年12月，麦道获得总金额34亿美元的研制经费，C-17进入真正的开发阶段，将制造包括原型机在内的六架全尺寸试验机。1988年4月，C-17的设计超重8.2%，无法满足合约中最大航程的要求。进度的拖延以及性能不足的问题再度引起国会中的反对声，1988年8月，五角大楼不顾国会及部内反对C-17的批评声，坚持此型飞机原定的210架采购计划，但是由于研制计划的拖延，C-17的首次形成作战能力（第一个飞行中队12架飞机正式可执行任务）的日期，由1992年4月延后至1992年9月，后又延至1993年5月，最后又延至1995年1月，比原计划拖延了三年。
1990年由于苏联解体使冷战结束，美军开始了削减计划。多项新机或是昂貴的飛機研制计划被取消或削减：V-22暂停（日後恢復），ATA和NATF计划取消，C-17也难逃厄运，五角大楼在当年4月宣布将C-17的预定采购数量由210架削减到120架。不料，这项决定宣布后几周，就发生了美军有史以来规模最大的沙漠盾牌运输任务，迫切需要战略运输的能量。1999年科索沃战争后，鉴于美军的空运能量确有不足，国防部在检讨报告里建议国会能批准增加采购60架，使机队总数达到180架。2004年伊拉克戰爭時期，美国空军再次向国会提出提出再增加40架的拨款，这样就使总采购量达到220架，超过了五角大楼最早的采购计划。
1991年8月，美国空军第一个C-17运输机中队，位于南卡罗来纳州查尔斯顿空军基地的第437联队第17运输中队的飞行员开始接受C-17模拟机的飞行训练。1993年5月，第17中队接收第一架C-17。
2010年美国一架C17在阿拉斯加发生空难。
2011年，波音宣布產量由每年16架減少到10架，以爭取時間尋找海外買家，延長生產期。2013年，波音宣布開始C-17的停產計劃，並裁減3000個職位。
2015年11月29日，最後一架C-17的訂單從加州長灘出廠，將交給卡達軍方。
华尔街日报認為空中巴士A400M搶下了C-17的部分國際訂單，是停產的其中一個原因。雖然A400M的性能不及C-17，但其價格較低。對於預算有限的國家而言，A400M較為可負擔。

## C-17使用國
- 澳大利亚皇家空军的八架C-17ER，[3]占订购的六分之一。[4]
  - 第36中队[5]

 加拿大
- 加拿大皇家空军有4架C-17ER[6]
  - 第429运输中队（英语：429 Transport Squadron），CFB Trenton[7]

 印度
- 印度空军與波音公司簽署了購買11架C-17的協議，目前已全部交付。[8][9][10][11][12]

 北約組織
- 重型空运联队：服役3架，[13][14]包括向美国空军租借的1架C-17。[15]

- 卡塔尔酋長国空军拥有两架C-17。[16]其中一架運輸機可充當行政專機，故採用與卡塔爾航空民航機相同的漆裝，並在有需要時交予政府轄下Arimi包機公司暫時執飛。

 科威特
- 科威特空军拥有两架C-17。[17]

 阿联酋
- 阿拉伯联合酋长国空军购买6架C-17；[18]在2011年6月移交。[19][20]

 英国
- 皇家空军现役8架C-17A ERs。[21]
  - 第99中隊（英语：No. 99 Squadron RAF）

 美国
- 美国空军：截至2018年1月,美国空军共有222架C-17。（美国空军现役157架，空军国民警卫队47架，空军预备役司令部18架）[22]

| - - 美国空军机动司令部(AMC) - 第60空中机动联队-特拉维斯空军基地,加利福尼亚州 - 第21空运中队 - 第62空运联队-麦科德空军基地,华盛顿州 - 第4空运中队 - 第7空运中队 - 第8空运中队 - 第10空运中队 (2003-2016) - 第305空中机动联队-麦圭尔空军基地,新泽西州 - 第6空运中队 - 第385空中远征大队-乌代德空军基地,卡塔尔 - 第816远征空运中队 - 第436空运联队-多佛空军基地,特拉华州 - 第3空运中队 - 第437空运联队-查尔斯顿空军基地,南卡罗来纳州 - 第14空运中队 - 第15空运中队 - 第16空运中队 - 第17空运中队 (1993-2015) - 第97空中机动联队,阿尔特斯空军基地,俄克拉荷马州 - 第58空运中队 - 美国空军国民警卫队(ANG) - 第105空运联队-斯图尔特空军国民警卫队基地,纽约州 - 第137空运中队 - 第145空运联队–夏洛特空军国民警卫队基地,北卡莱罗纳州 - 第154空运中队 - 第154联队-珍珠港-希卡姆联合基地,夏威夷州 - 第204空运中队 - 第164空运联队-孟菲斯空中国民警卫队基地,田纳西州 - 第155空运中队 - 第167空运联队-谢菲尔德空军国民警卫队基地,西弗吉尼亚州 - 第167空运中队 - 第172空运联队-艾伦·汤普森空军国民警卫队基地,密西西比州 - 第183空运中队 - 第176空运联队-埃尔门多夫-理查德森联合基地,阿拉斯加州 - 第144空运中队 | - - 美国空军预备役司令部(AFRC) - 第315空运联队-查尔斯顿空军基地,南卡罗来纳州 - 第300空运中队 - 第317空运中队 - 第701空运中队 - 第349空中机动联队-特拉维斯空军基地,加利福尼亚州 - 第301空运中队 - 第445空运联队-赖特-帕特森空军基地,俄亥俄州 - 第89空运中队 - 第446空运联队-麦科德空军基地,华盛顿州 - 第97空运中队 - 第313空运中队 - 第728空运中队 - 第452空中机动联队-马奇空军预备役基地,加利福尼亚州 - 第729空运中队 - 第507空中加油联队—廷克空军基地,俄克拉荷马州 - 第730空中机动训练中队 - 第512空运联队-多佛空军基地,特拉华州 - 第326空运中队 - 第514空中机动联队-麦圭尔空军基地,新泽西州 - 第732空运中队 - 第911空运联队-匹兹堡空军预备役基地,宾夕法尼亚州 - 第758空运中队 - 美国太平洋空军(PACAF) - 第3联队-埃尔门多夫-理查德森联合基地,阿拉斯加州 - 第517空运中队 - 第15联队-珍珠港-希卡姆联合基地,夏威夷州 - 第535空运中队 - 美国空军装备司令部(AMC) - 第412测试联队-爱德华兹空军基地,加利福尼亚州 - 第418飞行测试中队 |

## C-17性能
参考资料：Brassey's world aircraft & systems directory, 1996/97U.S. Air Force fact sheet,Boeing,
基本信息
- 机组：3人（2名飛行員、1名裝載管理員）
- 容量：170,900磅（77,519）貨物分裝在最多18片463L主托盤，或托盤貨物和車輛的混裝

  - 102名傘兵，或
  - 134 名士兵，配備托盤和側壁座椅，或
  - 容納 54 名帶側邊座椅的部隊及最多 13 個貨盤），或
  - 36 具擔架和 54 名非臥床患者及醫療人員 ，或
  - M1戰車1輛、3輛史崔克裝甲車或6輛M1117裝甲車等貨物
- 長度：174英尺（53）
- 翼展：169英尺9.6英寸（51.755）
- 高度：55英尺1英寸（16.79）
- 机翼面积：3,800平方英尺（350平方）
- 展弦比：7.165
- 翼型：'root:' DLBA 142; tip: DLBA 147[27]
- 空重：282,500磅（128,140）
- 最大起飛重量：585,000磅（265,352）
- 燃料容量：35,546 US gal（29,598 imp gal；134,560 l）
- 发动机：4台普惠F117-PW-100渦扇發動機，每台40,440磅力（179.9千牛頓）推力

性能
- 最大速度：0.875 (670 mph, 1,080 km/h)馬赫
- 巡航速度：450節（518英里每小時；833每小時）(M0.74–0.79)
- 航程：2,420海里（2,785英里；4,482）包含157,000磅（71,214）酬載
- 转场航程：4,300海里（4,948英里；7,964）
- 升限：45,000英尺（14,000）
- 翼载：150磅每平方英尺（730每平方）
- 推重比：0.277 （最小）
- 最大起飛重量的起飛跑道長度： 8,200英尺（2,499米）

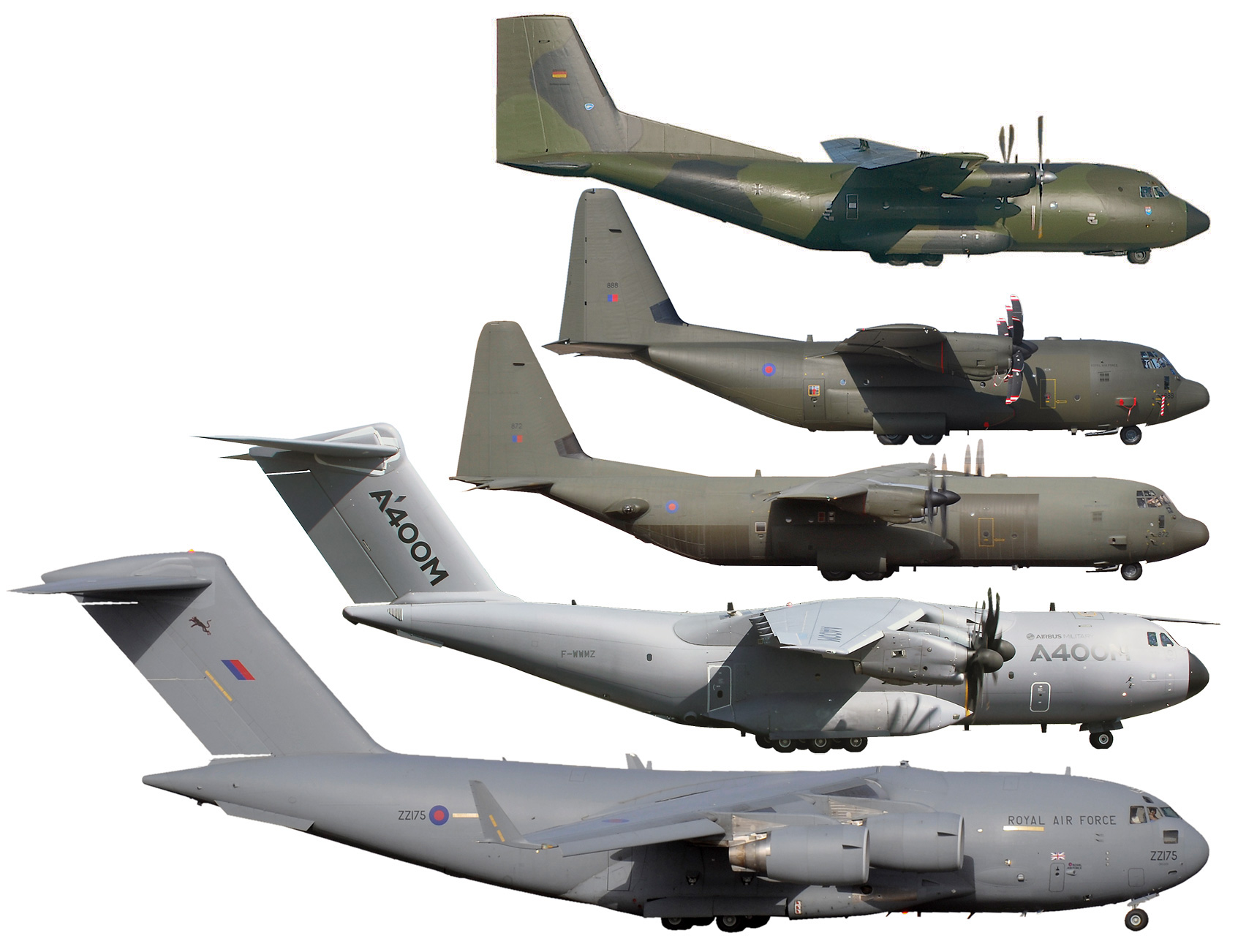
由上至下:C-160、C-130J、C-130J-30、A400M、C-17

- 總重395,000磅（179,169）時的起飛跑道長度： 3,000英尺（914米）[28]
- 著陸跑道長度： 3,500英尺（1,067米） （包含最大酬載）[22]

航電

- AlliedSignal AN/APS-133(V) weather and mapping radar

## 現役軍用運輸機貨運能力比較
| 機型        | 最大載重（噸） | 貨艙長度          | 貨艙寬度         | 貨艙高度         |
| ----------- | -------------- | ----------------- | ---------------- | ---------------- |
| An-124      | 150            | 36（118英尺）     | 6.4（21英尺）    | 4.4（14英尺）    |
| C-5M        | 127.5          | 37（121英尺）     | 5.8（19英尺）    | 4.1（13英尺）    |
| An-22       | 80             | 32.7（107英尺）   | 4.44（14.6英尺） | 4.44（14.6英尺） |
| C-17        | 77.5           | 26.83（88.0英尺） | 5.49（18.0英尺） | 3.76（12.3英尺） |
| Y-20B       | 66             | 20（66英尺）      | 4（13英尺）      | 4（13英尺）      |
| Il-76MD-90A | 60             | 20（66英尺）      | 3.4（11英尺）    | 3.4（11英尺）    |
| A400M       | 37             | 17.71（58.1英尺） | 4（13英尺）      | 3.85（12.6英尺） |
| C-2         | 36             | 16（52英尺）      | 4（13英尺）      | 4（13英尺）      |
| C-390       | 26             | 18.5（61英尺）    | 3（9.8英尺）     | 3.4（11英尺）    |
| Y-9         | 20             | 16.2（53英尺）    | 3.2（10英尺）    | 2.6（8.5英尺）   |
| C-130J-30   | 19.8           | 16.76（55.0英尺） | 3.02（9.9英尺）  | 2.74（9.0英尺）  |

## 流行文化

### 電影
在超人：鋼鐵英雄、蝙蝠俠對超人：正義曙光中當薩德將軍欲強行改造地球成為新的氪星時，美国空军以波音C-17環球霸王III運送超人兒時的太空艙，企圖以投彈方式、製造一個通往幻影區的黑洞來摧毀薩德將軍的艦船。超人摧毀世界引擎後，重力場隨之消失，奈森·哈迪上校因時間緊迫而改用自殺式攻擊，駕駛運輸機撞擊監獄船後形成一個黑洞，導致薩德的部下們集體被吸回幻影區。